# 802

802(팔백이)는 801보다 크고 803보다 작은 자연수다.

## 수학
- 합성수로, 그 약수는 1, 2, 401, 802다. 진약수의 합은 404이므로, 802는 부족수다.
  - 243번째 반소수다. 앞의 반소수는 799, 다음 반소수는 803이다.
- 70번째 불가촉수다. 앞의 불가촉수는 792, 다음은 804다.
- {\displaystyle 802=83+89+97+101+103+107+109+113}
  - 연속하는 소수(素數) 8개의 합으로 나타낼 수 있으며, 이 성질을 지닌 앞의 수는 768, 다음 수는 846이다.
- {\displaystyle 802=19^{2}+21^{2}}
  - 연속하는 두 홀수의 제곱합으로 나타낼 수 있으며, 이 성질을 지닌 앞의 수는 650, 다음 수는 970이다.
- {\displaystyle 39^{5}-1}은 802로 나누어떨어진다.

## 과학·기술
- NGC 802(영어판): 물뱀자리 방향에 있는 렌즈형은하.
- IEEE 802: 근거리 통신망과 도시권 통신망을 관할하는 전기전자공학자협회(IEEE) 표준 계열.

## 교통
- 유럽 고속도로 802호선(영어판): 포르투갈 브라간사에서 오리크까지 이어지는 유럽 고속도로.
- 현도 제802호선

## 군사
- U-802(영어판, 독일어판): 제2차 세계 대전에 사용된 나치 독일의 군용 잠수함.

## 문화유산
- 대한민국의 보물 제802호: 공주 마곡사 대광보전

## 기타
- 날짜: 8월 2일
- 연도: 802년, 기원전 802년